# Росвил (Канзас)
Росвил (енгл. Rossville) град је у америчкој савезној држави Канзас.

## Демографија
По попису из 2010. године број становника је 1.151, што је 137 (13,5%) становника више него 2000. године.
| Група             | 2000.       | 2010.         |
| Белци             | 947 (93,4%) | 1.020 (88,6%) |
| Афроамериканци    | 0 (0,0%)    | 8 (0,7%)      |
| Азијати           | 6 (0,6%)    | 2 (0,2%)      |
| Хиспаноамериканци | 24 (2,4%)   | 56 (4,9%)     |
| Укупно            | 1.014       | 1.151         |